# كرة القدم في الألعاب الأولمبية الصيفية 2020 – مسابقة الرجال
ستُقام بطولة كرة القدم الرجالية في الألعاب الأولمبية الصيفية 2020 في الفترة من 23 يوليو إلى 8 أغسطس 2020. وستكون الدورة السابعة والعشرين لبطولة كرة القدم في الألعاب الأولمبية الصيفية. إلى جانب مسابقة النساء، ستُقام بطولة كرة القدم الأولمبية الصيفية لعام 2020 في ست مدن في اليابان، بما في ذلك مدينة طوكيو المضيفة، والتي ستستضيف المباراة النهائية في ملعب نيو ناشيونال. تقتصر الفرق المشاركة في مسابقة الرجال على اللاعبين الذين تقل أعمارهم عن 23 عامًا (الذين ولدوا في أو بعد 1 يناير 1997) مع السماح بثلاثة لاعبين كحد أقصى.

## جدول المسابقة
جدول مباريات بطولة الرجال اعتبارًا من 5 ديسمبر 2018.
| د.م | دور الجوعات | ¼ | الربع النهائي | ½ | النصف النهائي | م.ث | مباراة المركز الثالث | ن | النهائي |

| الخميس 23 | الجمعة 24 | السبت 25 | الأحد 26 | الإثنين 27 | الثلاثاء 28 | الأربعاء 29 | الخميس 30 | الجمعة 31 | السبت 1 | الأحد 2 | الإثنين 3 | الثلاثاء 4 | الأربعاء 5 | الخميس 6 | الجمعة 7 | السبت 8 |
| --------- | --------- | -------- | -------- | ---------- | ----------- | ----------- | --------- | --------- | ------- | ------- | --------- | ---------- | ---------- | -------- | -------- | ------- |
| د.م       |           |          | د.م      |            |             | د.م         |           |           | ¼       |         |           | ½          |            |          | م.ث      | ن       |

## التصفيات
| طريقة التأهل                        | مصدر  | التواريخ                  | المكان             | عدد المتأهلين | المنتخبات المتأهلة                  |
| ----------------------------------- | ----- | ------------------------- | ------------------ | ------------- | ----------------------------------- |
| المضيف                              |       | 7 سبتمبر 2013             | —                  | 1             | اليابان                             |
| بطولة أمم أوروبا تحت 21 سنة 2019    | [ 1 ] | 16–30 يونيو 2019          | إيطاليا سان مارينو | 4             | فرنسا · ألمانيا · رومانيا · إسبانيا |
| تصفيات أوقيانوسيا                   | [ 2 ] | 21 سبتمبر – 5 أكتوبر 2019 | فيجي               | 1             | نيوزيلندا                           |
| كأس الأمم الأفريقية تحت 23 سنة 2019 | [ 3 ] | 8–22 نوفمبر 2019          | مصر                | 3             | مصر · ساحل العاج · جنوب إفريقيا     |
| بطولة آسيا تحت 23 عاما 2020         | [ 4 ] | 8–26 يناير 2020           | تايلاند            | 3             | كوريا الجنوبية السعودية استراليا    |
| تصفيات الكونميبول                   | [ 5 ] | 18 يناير – 9 فبراير 2020  | كولومبيا           | 2             | البرازيل الأرجنتين                  |
| تصفيات الكونكاكاف                   | [ 6 ] | 18-30 مارس 2021           | المكسيك            | 2             | المكسيك هندوراس                     |
| المجموع                             |       |                           |                    | 16            |                                     |